# نوع بلان
الطوابع الفرنسية من نوع بلان هي طوابع بريدية للاستخدام العام تم إصدارها لأول مرة عام 1900. وقد صُمّمت من قبل الرسام جوزيف بلان، ومن هنا جاء اسمها.
يُستخدم هذا النوع للقيم الصغيرة، إلى جانب نوع موشون للقيم المتوسطة وميرسون للقيم الأكثر أهمية. تم إصدار نوع "بلان" حتى عام 1932.

## التكوين
في عام 1898، قررت إدارة البريد استبدال نوع "سيج" بثلاثة أنواع جديدة من الطوابع. تم تخصيص نوع ميرسون للقيم الاسمية الأعلى، بينما خُصّص نوع موشون للقيم المتوسطة، في حين ورث نوع "بلان" القيم الاسمية الأدنى. وقد دشّنوا عصر الطوابع المُسمّاة «شبه الحديثة».
يجب أن يتم تداول هذه الأنواع الثلاثة من الطوابع في الوقت نفسه ابتداءً من مايو 1900، بمناسبة المعرض العالمي في باريس. إلا أن جوزيف بلان، بسبب التعديلات المتكررة، تأخر في نقش طابعه. وفي النهاية، لم يتم إصدار الأنواع الثلاثة إلا في 4 ديسمبر 1900في قصر بوربون وقصر لوكسمبورغ، قبل أن تصبح متاحة في جميع أنحاء فرنسا في اليوم التالي.

## وصف
السلسلة الأصلية الكاملة تضم القيم الاسمية 1سنتيم، 2سنتيم، 3 سنتيم، 4 سنتيم، و5 سنتيم. تم إصدار طابع 7 ونصف سنتيم عام 1926 فقط كطابع مُسبق الإلغاء، بينما ظهر طابع 10 سنتيم في يونيو 1929. 
يمثل الطابع «إلهة الحرية تحمل ميزان المساواة، بينما ترمز الأخوة إلى ملاكين صغيرين متعانقين».
تم نقش المثقبة الأصلية بحجم كبير على كتلة من خشب البقس من الرسم الذي رسمه جوزيف بلان. استُخدمت نسختان مصغرتان من النموذج الأصلي مصنوعة من النحاس لإنشاء ألواح الطباعة النحاسية (جلفانوتيب) من خلال عمليات تعتمد على الطباعة الجلفانية. يظهر اسم أول نقاش في أسفل التصميم على اليمين: "إ. توماس"، وهو إميل توماس (1841-1907).
في وقت إصدارها، كانت طوابع نوع "بلان" تُطبع باستخدام طريقة الطباعة المسطحة (ورقة تلو الأخرى). أما الطباعة باستخدام آلة الطباعة الدوارة فقد ظهرت في عام 1924.
إذا كانت الانتقادات الموجهة ضدها أقل بكثير من تلك الموجهة ضد نوعي "موشون" وميرسون، إلا أن المراقبين والمستخدمين أحيانًا يعيبون على نوع "بلان" ألوانه التي توصف بأنها «باهتة» أو تصميمه الذي يُعتبر «مزدحمًا وفوضويًا».
ألغى مرسوم صادر في 30 مارس 1932 إصدار هذا النوع من الطوابع الذي كان يتنافس منذ عام 1903 مع طوابع من نفس القيمة من نوع الزارعة.

## مجموعة
هذا النوع يشهد عروضًا مختلفة وطرق طباعة يمكن تحديدها على الطوابع نفسها من خلال اختلافات طفيفة ولكن منهجية في النقش والطباعة، مما يؤدي إلى ظهور عدة أنواع محددة بوضوح. يتميز نوع "بلان" بفترة استخدام تقارب الثلاثين عامًا، مما يوفر تنوعًا تاريخيًا مثيرًا للاهتمام (خصوصًا في فترة الحرب العالمية الأولى). دراسته، سواء من حيث الاستخدام البريدي أو الطباعة، غنية جدًا. هذا الطابع الذي يُستخدم بشكل عام يتوافق مع تعريفة البطاقات البريدية والطوابع البريدية.
العرض بالوحدات البريدية (الصورة المطبوعة على الدعامة) مهم جدًا وهو متوفر على دعامتين: شرائط الصحف والمظاريف يتم طباعة القيم التالية: . 1 سنت رمادي، نوع 1A ونوع 1B (شرائط الصحف). شريحة معدنية بقيمة 1 سنت، نوع 1A ونوع 2 (شرائط الصحف). 2 سنتًا من اللون البني الأرجواني، النوع 1A، النوع 2 (شرائط الصحف). 3 سم قرمزي، نوع 1C (شرائط الصحف). 5 سنتات خضراء (شرائط الصحف والمظاريف).

توجد أيضًا طوابع بريدية كاملة مُعتمدة حسب الطلب للطابع ١ سنتيم رمادي (شريط للصحف) والطابع 5 سنتيم أخضر (بطاقات بريدية وأظرف).

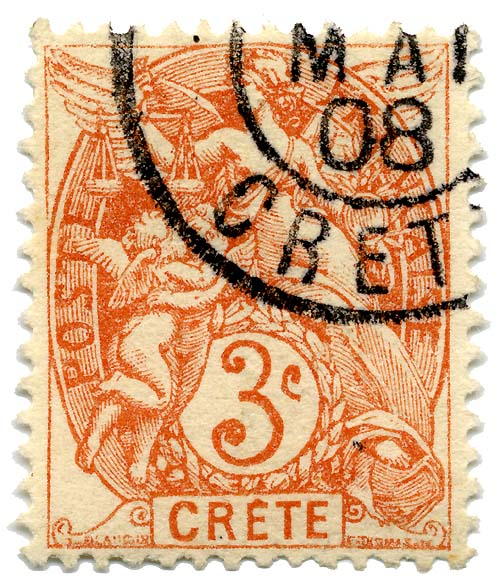
خط أبيض لكريت (1902).
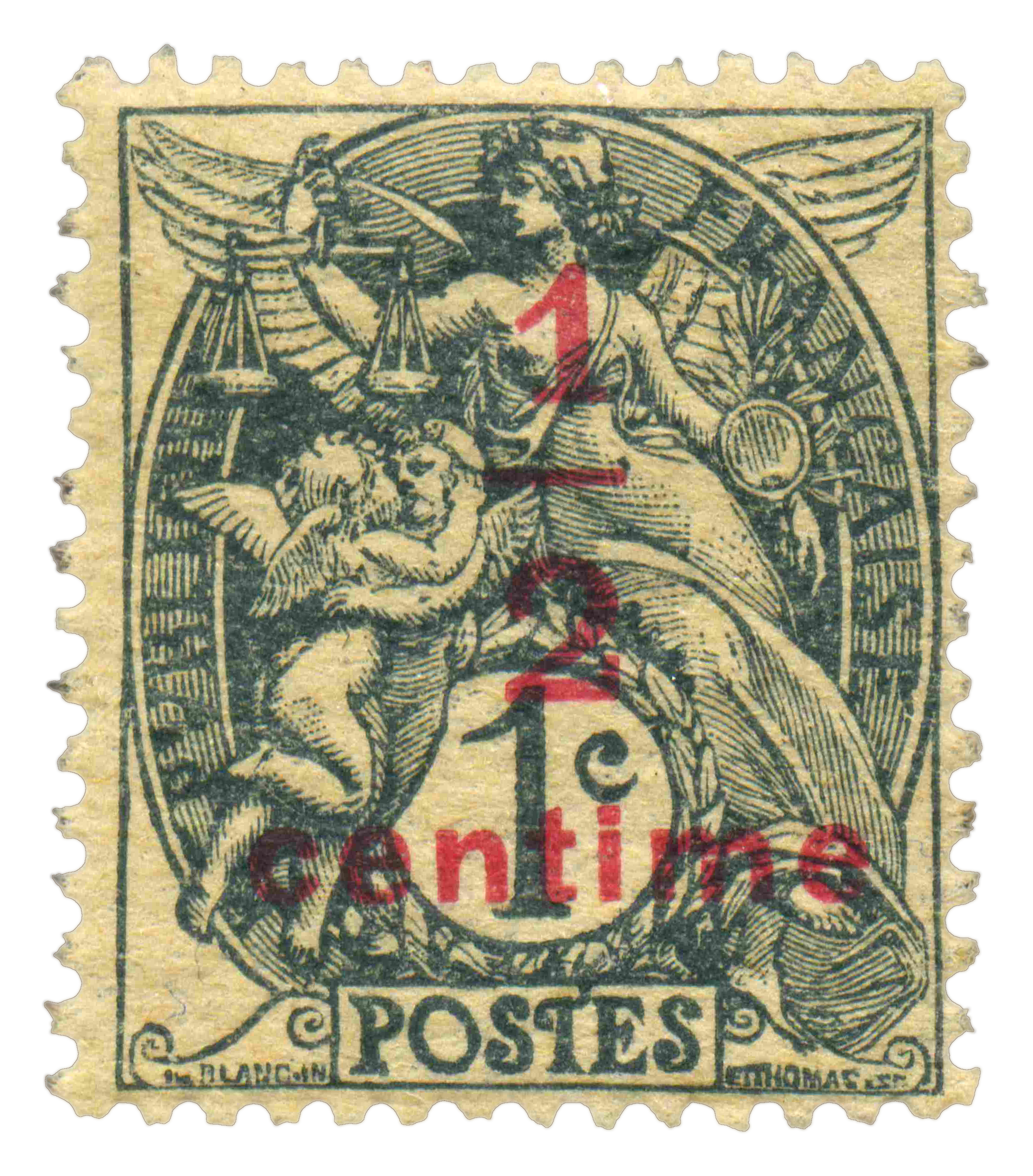
طباعة بالحروف البيضاء (1919).
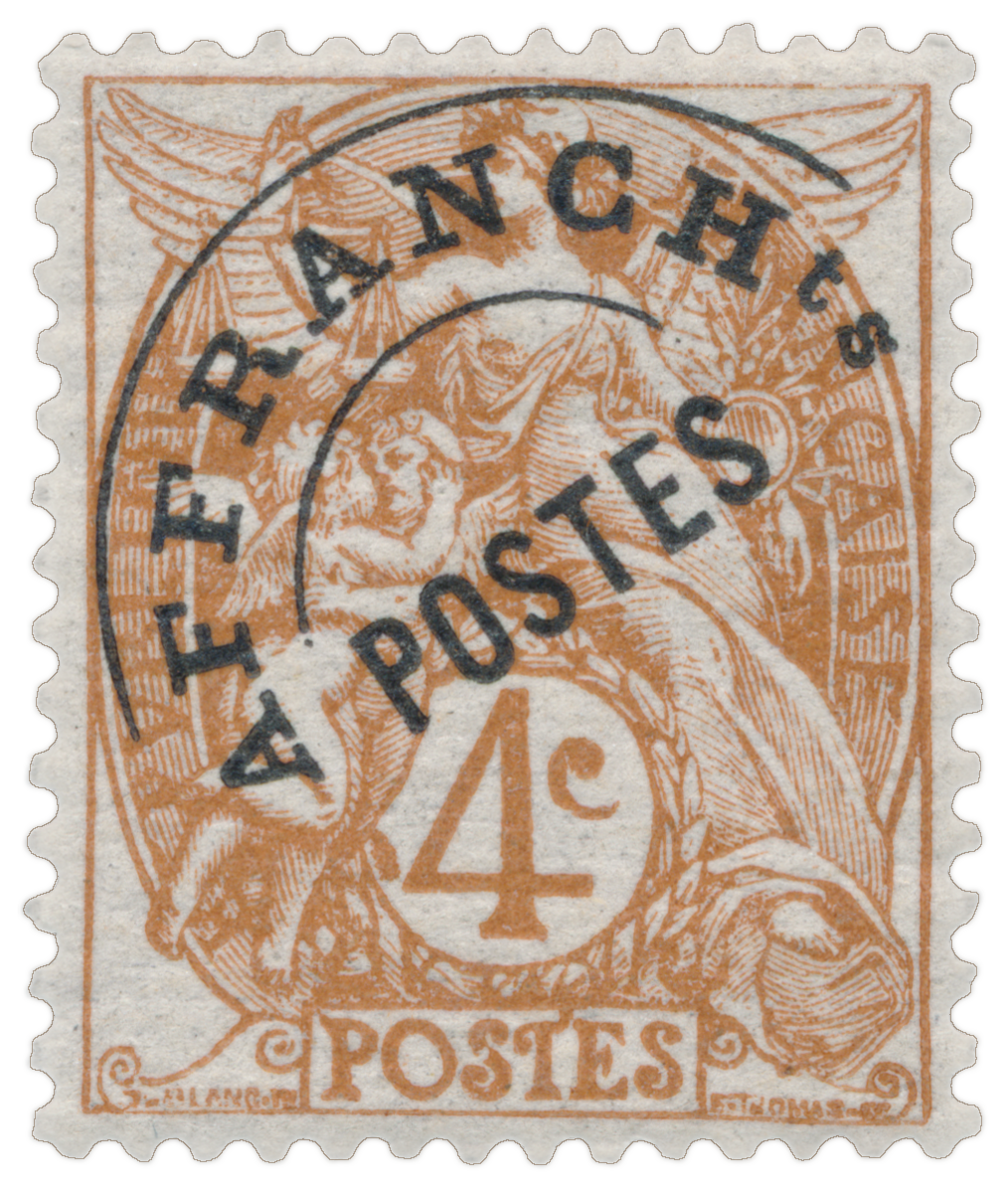
نوع بلانك الذي تم تدميره مسبقًا (1924).
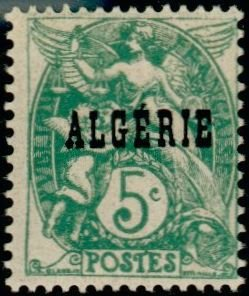
"النوع الأبيض المحمل"الجزائر» (1929).

## الملاحظات
1. ↑  خشب البقس هو خشب صلب للغاية ذو حبيبات ضيقة جدًا مما يسمح بنقش دقيق للغاية.[5]

### ببليوغرافيا
- Singeot, Matthieu (2012) [يونيو 2012]. "La philathélie chauffée à Blanc". Timbres magazine (بالفرنسية) (135): 44–46.